# Фейербах, Анзельм Йозеф фон
Йо́зеф Анзе́льм фон Фейербах (нем. Joseph Anselm von Feuerbach; 9 сентября 1798, Йена, — 8 сентября 1851, Фрайбург-в-Брайсгау) — археолог, профессор Фрайбургского университета.

## Биография
Старший сын криминалиста Пауля фон Фейербаха, брат известного философа Людвига Фейербаха, отец художника Ансельма Фейербаха.
Посещал гимназию в Бамберге. Обучался в Эрлангенском и Гейдельбергском университетах.
После окончания последнего работал с 1825 года преподавателем в Шпейерской гимназии. В этот период было написано его главное сочинение — «Ватиканский Аполлон. Археолого-эстетические наблюдения» (нем. «Der vaticanische Apollo. Eine Reihe archäologisch-ästhetischer Betrachtungen»), изданное в Нюрнберге в 1833 году и в Штутгарте в 1855.
Приглашался в Дерптский университет на должность профессора классической филологии и истории, но в 1836 году занял кафедру филологии и археологии во Фрайбурге.
Уже после его смерти его другом Геттнером было издано в 4 томах (Брауншвейг, 1853) собрание его сочинений:
- том I — «Жизнь, письма и стихи» (нем. «Leben, Briefe u. Gedichte»);
- тома II и III — «История греческого пластического искусства» (нем. «Geschichte der griechischen Plastik»);
- том IV — «Научные работы по истории искусства» (нем. «Kunstgeschichtliche Abhandlungen»).